# Sven
Sven (seltener auch Swen) ist ein männlicher Vorname.

## Herkunft und Bedeutung des Namens
Sven leitet sich von dem altnordischen Wort sveinn ab und bedeutet „junger Krieger“, „Junge“.

## Verbreitung

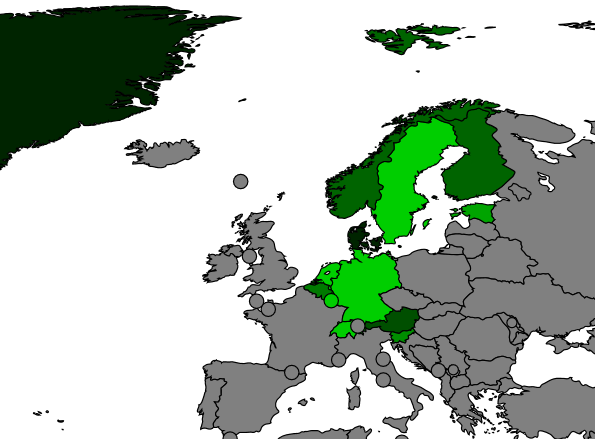
Länder, in denen der Name Sven verbreitet ist

In der ersten Hälfte des 20. Jahrhunderts war der Name Sven kaum verbreitet in Deutschland. Seine Popularität stieg stark an. In den 1970er Jahren war er einige Male unter den zehn häufigsten Jungennamen des jeweiligen Jahrgangs. Seit Ende der 1990er Jahre ging seine Beliebtheit stark zurück.

## Namensträger

### Sven
- Sven I. „Gabelbart“ (≈960–1014), ab 986 König von Dänemark
- Sven II. Estridsson (≈1020–1076), ab 1047 König von Dänemark
- Sven III. Grate (v. 1120 – 1157), ab 1146/47 König von Dänemark

- Sven Bender (* 1989), deutscher Fußballspieler
- Sven-Olof Bergvall (* 1943), schwedischer Ski-Orientierungsläufer
- Sven Botman (* 2000), niederländischer Fußballspieler
- Sven Böttcher (* 1964), deutscher Schriftsteller, Übersetzer und Drehbuchautor
- Sven Elvestad (1884–1934), norwegischer Schriftsteller und Journalist
- Sven Epiney (* 1972), Schweizer Fernseh- und Radiomoderator
- Sven-Göran Eriksson (1948–2024), schwedischer Fußballtrainer
- Sven Fischer (* 1971), deutscher Biathlet
- Sven Franck (* 1976), deutsch-französischer Politiker (Volt)
- Sven Franzen (* 1987), deutscher Handballmanager
- Sven Giegold (* 1969), deutscher Politiker
- Sven Gregor (* 1976), deutscher Politiker (Freie Wähler)
- Sven Hannawald (* 1974), deutscher Skispringer
- Sven Hedin (1865–1952), schwedischer Forschungsreisender
- Sven Ove Hedlund (1945–2022), schwedischer Rock- und Popsänger, siehe Svenne Hedlund
- Sven Keßler (* 1991), deutscher Ruderer
- Sven Kramer (* 1986), niederländischer Eisschnellläufer
- Sven Kroll (* 1983), deutscher Fernsehmoderator
- Sven Lang (* 1962), deutscher Leichtathletiktrainer
- Sven Lange (1967–1992), deutscher Boxer
- Sven Lange (* 1967), deutscher Offizier und Militärhistoriker
- Sven Lauer (* 1974/75), deutscher Popsänger, siehe Svaen Lauer
- Sven Lechner (* 1985), deutscher Handballspieler
- Sven Lorig (* 1971), deutscher Fernsehmoderator und -journalist
- Sven-Peter Mannsfeld (* 1935), deutsch-US-amerikanischer Industriechemiker
- Sven Martinek (* 1964), deutscher Schauspieler
- Sven Michel (* 1988), Schweizer Curler, Europa- und Weltmeister
- Sven Michel (* 1990), deutscher Fußballspieler
- Sven Nykvist (1922–2006), schwedischer Kameramann und Filmregisseur
- Sven Olaf Olsson, schwedischer Poolbillardspieler
- Sven Ostritz (* 1962), deutscher Landesarchäologe des Freistaats Thüringen
- Sven Ottke (* 1967), deutscher Boxer
- Sven Plöger (* 1967), deutscher Wettermoderator
- Sven Regener (* 1961), Autor und Mitglied der Band Element of Crime
- Sven Reimann (* 1994), deutscher Fußballspieler
- Sven Schoeller (* 1973), deutscher Kommunalpolitiker (Grüne) und Rechtsanwalt
- Sven Schomacker (* 1973), deutscher Politiker (Piraten)
- Sven Stolpe (1905–1996), schwedischer Schriftsteller, Übersetzer und Journalist
- Sven Telljohann (* 1971), deutscher Schachspieler
- Sven van Thom (* 1977, bürgerlicher Name Sven Rathke), deutscher Musiker
- Sven Ulreich (* 1988), deutscher Fußballspieler
- Sven Väth (* 1964), deutscher DJ und Musiker
- Sven Voss (* 1976), deutscher Sport- und Fernsehmoderator
- Sven Walser (1963–2023), deutscher Schauspieler
- Sven Wolf (* 1976), deutscher Politiker (SPD)

Fiktive Figur:
- Der schreckliche Sven, Zeichentrickfigur der Fernsehserie Wickie und die starken Männer
- Sven Bømwøllen, Cartoon-Schaf und Hauptfigur der gleichnamigen Computerspielreihe Sven Bømwøllen

### Svenn
- Svenn Erik Medhus (* 1982), norwegischer Handballspieler
- Svenn Stray (1922–2012), norwegischer Politiker

### Swen
- Swen Enderlein (1978–2004), deutscher Endurosportler
- Swen Ennullat (* 1976), deutscher Kommunalpolitiker, Krimiautor und Whistleblower
- Swen Knöchel (* 1973), deutscher Politiker (Die Linke)
- Swen König (* 1985), Schweizer Fußballtorhüter
- Swen Papenbrock (1960–2025), deutscher Grafiker
- Swen Schulz (* 1968), deutscher Politiker (SPD)
- Swen Sundberg (* 1974), deutscher Triathlet
- Swen Temmel (* 1991), österreichischer Schauspieler

## Varianten
- männlich: Svend (dänische Form), Svein (norwegische Form), Sveinn (isländische Form), Swen (verdeutschende Schreibweise), Svenne, スヴェン - Su ve n (japanische Schreibweise in lateinischem Buchstaben)
- weiblich: Svende, Svenja (nur deutsch), Suenja
- Familienname (Patronym): Svensson